# Meriwether Lewis
Meriwether Lewis (Ivy, Albemarle County (Virginia), 18 augustus 1774 - Hohenwald (Tennessee), 11 oktober 1809) was een Amerikaans ontdekkingsreiziger, militair en politicus. Hij is voornamelijk bekend als leider van de Lewis en Clark expeditie. Hij was ook een achterneef van Fielding Lewis.
Lewis werd geboren in de buurt van Charlottesville in Virginia, waar hij woonde tot hij tien was; zijn familie verhuisde toen naar Georgia. Drie jaar later werd hij echter teruggestuurd naar Virginia om door tutoren onderwezen te worden. Aan geld was geen gebrek, zijn vader had hem een klein fortuin nagelaten.
Op achttienjarige leeftijd ging hij in dienst bij de militie van Virginia. Hij had een avontuurlijke ziel en gaf zich op als vrijwilliger voor de troepen die in 1794 de Whiskey Rebellion neersloegen. Het jaar daarop ging hij in dienst bij het reguliere leger en diende tot 1801. In de tussentijd klom hij op tot de rang van kapitein en diende hij enige tijd in het regiment van William Clark, met wie hij later op expeditie zou gaan.
Hij werd aangesteld als privésecretaris van president Thomas Jefferson en was direct betrokken bij de voorbereidingen van de expeditie om de Louisiana Purchase in kaart te brengen. Daartoe werd hij door Jefferson naar Philadelphia gezonden om zich cartografie en andere, nodige bekwaamheden eigen te maken.
Na de tweejarige expeditie kreeg Lewis een beloning in de vorm van een stuk land (6 km²) en werd hij aangesteld als gouverneur van Slidell in Louisiana. Hij ging wonen in St. Louis in Missouri. Hij ging voortvarend te werk bij het pacificeren van het ruige en wetteloze stuk terrein, maar viel desondanks in een diepe depressie. In een depressieve bui werd hij naar Washington D.C. geroepen, naar hij vreesde voor een uitbrander.
Op 11 oktober 1809 overnachtte hij onderweg naar Washington in een herberg genaamd de Grinder's Stand, 110 kilometer van Nashville. Hier overleed hij aan een schotwond, hoogstwaarschijnlijk zelfmoord, hoewel zijn familie altijd beweerd heeft dat hij vermoord is. De mogelijkheid zelfmoord is echter waarschijnlijker — zijn polsen vertoonden snijwonden, hij was in hoofd en borst geschoten. En er deden geruchten de ronde dat hij eerder had geprobeerd om van een brug in de Mississippi te springen.
De alpineplant Lewisia (uit de familie der Portulacaceae, heel populair in rotstuinen) is naar Lewis vernoemd.
- Bibsys: 90602379
- Biblioteca Nacional de Chile: 000080902
- Biblioteca Nacional de España: XX1342857
- Bibliothèque nationale de France: cb123021628 (data)
- Author citation (botany): Lewis
- CiNii: DA02062803
- Gemeinsame Normdatei: 118727982
- International Standard Name Identifier: 0000 0001 0908 9249
- Library of Congress Control Number: n79084458
- Nationale Bibliotheek van Letland: 000038750
- MusicBrainz: 13a4beb0-b667-4f56-89c7-cf662180331e
- National Archives and Records Administration: 10583020
- National Central Library: 000735587
- Nationale Bibliotheek van Tsjechië: kup20030000057435
- Nationale bibliotheek van Australië: 35303693
- Nationale Bibliotheek van Israël: 987007264414205171
- Nationale Bibliotheek van Polen: a0000001185559
- Nationale en Universitaire bibliotheek Zagreb: 000284634
- Nederlandse Thesaurus van Auteursnamen: 070669376
- Réseau des bibliothèques de Suisse occidentale: 02-A003518177
- Istituto Centrale per il Catalogo Unico: SBLV126323
- LIBRIS: 295023
- SNAC: w6b56hc2
- Système universitaire de documentation: 027303152
- Semantic Scholar: 115837383
- Trove: 904452
- Virtual International Authority File: 64071776
- WorldCat: E39PBJtMprvr6KcYBfD8rgt3Qq